# Будзан Богдан Павлович
Богдан Павлович Будзан (нар. 5 грудня 1944 року, Збараж, Українська РСР, СРСР) — фахівець у галузі машинобудування, кандидат технічних наук (1979).

## Біографічні дані
У 1975 році закінчив Київський політехнічний інститут; у 1989 — Вищу економічно школу господарського управління в Києві.
- З 1963 по 1969 працював інженером-технологом, майстром зміни на Полтавському заводі газорозрядних ламп;
- в Інституті електрозварювання АНУ: 
  - з 1968 по 1985 — ст. інж., кер. групи,
  - з 1980 по 1985 — ст. н. с.,
  - з 1985 по 1986 — дир. інж. центру,
  - з 1986 по 199 — завідувач відділу;
- з 1991 по 1993 — завідувач відділу КМ України;
- з 1993 по 1996 — генеральний директор міжнародного фонду «Відродження»;
- з 1997 — генеральний директор і завідувач кафедри Міжнародного інституту менеджменту.[1]

У 1995 році входив до оргкомітету з підготовки та проведення заходів щодо відзначення 100-річчя Національного технічного університету КПІ.
У 1996 році входив до складу наглядової ради Національного музею історії України.
Наукові дослідження: електрозварювання та споріднені технології, суспільно-економічні проблеми та менеджмент. Опублікував у журналі «Office» за 1998 навчальний курс «Самоменеджмент».

## Нагороди
- «Відмінник освіти України»,
- «Заслужений працівник освіти України»,
- «Почесний громадянин м. Збаража».[4]